# London Borough of Barking and Dagenham
Der London Borough of Barking and Dagenham [ˈbɑːkɪŋ ən ˈdægnəm] ist ein Stadtbezirk von London. Er liegt im Nordosten der Stadt. Bei der Gründung der Verwaltungsregion Greater London im Jahr 1965 entstand er aus dem Municipal Borough of Barking und dem Municipal Borough of Dagenham in der Grafschaft Essex. Der Stadtbezirk hieß zunächst London Borough of Barking und erhielt 1980 seinen heutigen Namen. 
In Dagenham befindet sich seit 1931 ein Ford-Werk.

## Stadtteile

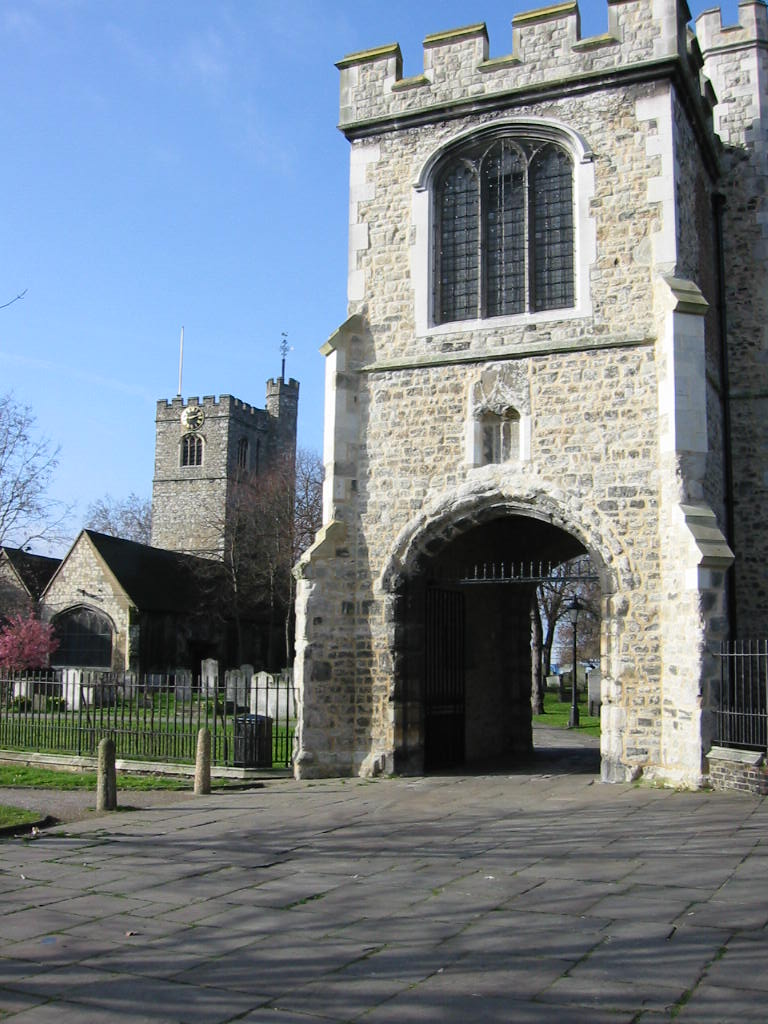
Barking Abbey

- Barking
- Becontree
- Becontree Heath
- Chadwell Heath
- Creekmouth
- Dagenham
- Rush Green

## Bevölkerung
Die Bevölkerung setzte sich 2008 zusammen aus 75,1 % Weißen, 8,3 % Asiaten, 11,9 % Schwarzen und 1,1 % Chinesen.

## Persönlichkeiten
- Gerry Davey (1914–1977), Eishockeyspieler und -schiedsrichter
- Alf Ramsey (1920–1999), Fußballtrainer
- Henry Chilver, Baron Chilver (1926–2012), Politiker (Conservative Party)
- Jack Hoobin (1927–2000), australischer Radrennfahrer
- Dudley Moore (1935–2002), Schauspieler
- Mickey Lill (1936–2004), Fußballspieler
- Bobby Moore (1941–1993), Fußballspieler
- Brian Poole (* 1941), Sänger
- Terry Venables (1943–2023), Fußballspieler und -trainer
- Keith West (* 1943), Sänger
- Sandie Shaw (* 1947), Sängerin
- Trevor Brooking (* 1948), Fußballspieler und Fußballtrainer
- Barry Hearn (* 1948), Sportfunktionär
- John Farnham (* 1949), Sänger
- Billy Bragg (* 1957), Musiker
- The Edge (* 1961), Gitarrist der Band U2
- Ross Kemp (* 1964), Schauspieler und Enthüllungsjournalist
- Douglas McCarthy (1966–2025), Sänger der Band Nitzer Ebb
- Jason Leonard (* 1968), Rugby-Union-Spieler
- Leeroy Thornhill (* 1968), Musiker
- Rebecca Macree (* 1971), Squashspielerin
- Rob Hardy (* 1972), Kameramann
- Wayne Mardle (* 1973), Dartspieler und Fernsehmoderator
- Wayne Brown (* 1977), Fußballspieler und -trainer
- Neil Finn (* 1978), Fußballtorhüter
- John Terry (* 1980), Fußballspieler
- Paul Konchesky (* 1981), Fußballspieler
- Bobby Zamora (* 1981), Fußballspieler
- YolanDa Brown (* 1982), Jazzmusikerin
- Dean Marney (* 1984), Fußballspieler
- Adelayo Adedayo (* 1988), Schauspielerin
- Devlin (* 1989), Rapper (United Kingdom)
- Stacey Solomon (* 1989), Sängerin
- Anne-Marie Imafidon (* 1990), britisch-nigerianische Informatikerin und Sozialunternehmerin
- Megan McKenna (* 1992), Singer-Songwriterin

## Städtepartnerschaften
Barking and Dagenham pflegt Städtepartnerschaften mit der deutschen Stadt Witten und mit der polnischen Stadt Tczew. 